# عباس اسکندری
عباس میرزا اسکندری (۱۲۷۶ تهران – ۱۳۳۴) شاهزاده قاجار، مالک بزرگ اراضی غرب تهران، روزنامه‌نگار، سیاستمدار و نماینده جنجالی مجلس شورای ملی بود.

## پیشینه خانوادگی
پدرش محمدعلی میرزا مشهور به شاهزاده علی خان از مؤسسان انجمن آدمیت و پدربزرگش محمدطاهر میرزا از نخستین مترجمان آثار ادبی اروپا بود که کتاب‌های معروفی همچون سه تفنگدار، کنت مونت کریستو و قرن لویی چهاردهم را از الکساندر دوما ترجمه کرده‌است.

## آغاز کار
عباس میرزا در مدرسه‌های علمیه و دارالفنون تهران درس خواند و پس از پایان تحصیل، در دوران جنگ جهانی اول به «مجاهدین» پیوست که با حمایت آلمان و عثمانی در کرمانشاه دولت تشکیل دادند و با ارتش‌های روسیه و انگلیس می‌جنگیدند. در راه پیوستن به مجاهدین در همدان دستگیر شد و یازده ماه در اسارت نیروهای انگلیسی بود.

## روزنامه‌نگاری
پس از جنگ جهانی اول، عباس میرزا حدود پنج ماه معاون اداری مشیرالدوله نخست‌وزیر شد. سپس از ۱۶ شهریور ۱۳۰۰ روزنامه سیاست را منتشر کرد که ابتدا هفته‌ای دو بار و سپس هر روز منتشر می‌شد. این روزنامه از جناح اقلیت مجلس به رهبری سید حسن مدرس دفاع می‌کرد و مخالف رضا خان سردار سپه بود و به همین علت، پی در پی توقیف می‌شد. میرزاده عشقی از دوستان عباس میرزا بود و در روزنامه سیاست مقالات تند و آتشین خود را منتشر می‌کرد. یادداشت معروف او که در آن نوشته‌است: «چیزی که خیلی مضحک به نظر می‌رسد این است که گوسفندچران‌های سقز جمهوری‌طلب و این گوینده با یک من فکل و کراوات ضد جمهور هستم» در سیاست منتشر شد.
پس از روی کار آمدن رضا شاه و بسته شدن فضای سیاسی در ایران، عباس میرزا مدتی رئیس دفتر حاج مخبرالسلطنه هدایت وزیر فوائد عامه بود. سپس به فرانسه رفت و در رشته حقوق تحصیل کرد و به ایران بازگشت و به وکالت دادگستری پرداخت. در دوره رضا شاه بارها توقیف شد و هر بار دو سه ماهی در زندان به سر برد. پس از شهریور ۱۳۲۰ و کناره‌گیری رضا شاه از سلطنت، فعالیت سیاسی و انتشار روزنامه سیاست را از سر گرفت و همراه با خواهرزاده‌اش ایرج اسکندری و برادر شوهر خواهرش سلیمان میرزا در تشکیل حزب توده شرکت جست و روزنامه خود را نیز ارگان حزب کرد.

## حزب توده
اسکندری پس از یک سال با حزب توده اختلاف پیدا کرد و از حزب اخراج شد. با روی کار آمدن قوام‌السلطنه در سال ۱۳۲۱ به او نزدیک و به ریاست هیئت مدیره شرکت بیمه ایران منصوب شد اما در بیمه ایران نیز پس از چند ماه به سبب اختلاف با آرتور میلسپو مستشار آمریکایی وزارت دارایی از کار کناره گرفت.
عباس اسکندری در اوائل سال ۱۳۲۲ برای گردش به مصر رفت. در آنجا مجله آخر ساعة مصاحبه‌ای با او کرد که وی خود را در آن بنیان‌گذار حزبی با مرام بلشویکی معرفی کرد. انتشار مقاله باعث شد با اینکه اسکندری با گذرنامه خدمت (مخصوص مأموران دولت) به مصر سفر کرده بود، دستگیر و از مصر اخراج شود.

## نماینده جنجالی
قوام‌السلطنه که در بهمن ۱۳۲۴ بار دیگر به نخست‌وزیری رسید، عباس اسکندری را فرماندار تهران کرد. اسکندری از اعضای فعال حزب دموکرات شد که قوام به راه انداخته بود و با کمک خوانین قراگوزلو نامزد این حزب برای نمایندگی همدان در دوره پانزدهم مجلس شورای ملی شد. محلی نبودن اسکندری و دخالت دولت برای نماینده کردن او از همدان باعث اعتراض و تحصن در همدان شد اما او با کمک دخالت‌های شهربانی و ژاندارمری و فرمانداری توانست به مجلس راه یابد.
اسکندری در آغاز ورود به مجلس در تابستان ۱۳۲۶ و در حالی که اعتبارنامه‌اش هنوز تصویب نشده بود، با اعتراض به اعتبارنامه سید حسن تقی‌زاده نخستین جنجال خود را آفرید. تقی‌زاده در آن زمان به عنوان یکی از بازماندگان نهضت مشروطه، از احترام بسیار و جایگاه والایی برخوردار بود و اعتراض اسکندری به اعتبارنامه‌اش در داخل و خارج مجلس خشم آفرید، به‌ویژه آنکه اسکندری تقی‌زاده را متهم کرد که از عمال انگلیس بوده و تمدید امتیاز نفت به شرکت ایران و انگلیس را که در زمان تصدی وزارت دارایی تقی‌زاده در سال ۱۳۱۱ انجام گرفته بود، خیانت خواند.
اعتبارنامه تقی‌زاده رأی آورد اما به اعتبارنامه اسکندری هم اعتراض شد. دکتر عبدالحسین اعتبار نماینده بروجرد که خود نیز اصالتاً همدانی بود، در اعتراض به اعتبارنامه اسکندری، علاوه بر شرح دخالت دولت قوام‌السلطنه به نفع او در انتخابات، وی را متهم به جاسوسی برای شوروی نیز کرد. استناد اعتبار به کتابی بود که ژرژ آقابکوف جاسوس ارمنی‌تبار اتحاد شوروی پس از فرار به غرب منتشر کرده و در آن در شرح مأموریت خود در ایران نوشته بود که در وزارت فوائد عامه، شاهزاده‌ای برایش جاسوسی می‌کرده و از او با عنوان جاسوس شماره ۱۶ نام برده بود. به گفته اعتبار، همه نشانه‌های این جاسوس به اسکندری می‌خورد.
انتشار سخنان دکتر اعتبار در مجلس باعث شد مطبوعات ایران به اسکندری «جاسوس شماره ۱۶» لقب بدهند و اخراج او را از مصر نیز، به علت جاسوسی قلمداد کنند. با این حال نمایندگان مجلس با ۶۳ رأی موافق به اعتبارنامه اسکندری رأی دادند و او در مجلس ماند و نماینده‌ای جنجالی شد.
پس از سقوط دولت قوام در ۱۸ آذر ۱۳۲۶ و روی کار آمدن حکیم‌الملک، آشتیانی به مخالفت با دولت حکیم‌الملک پرداخت و همراه با احمد شریعت‌زاده و محمدرضا آشتیانی‌زاده دولت را استیضاح کرد. اسکندری بیش از همان یک دوره نتوانست نماینده مجلس باشد.

## املاک
عباس اسکندری مالک روستای طرشت و اراضی واقع میان میدان مجسمه (انقلاب کنونی) و مهرآباد در غرب تهران بود. فرودگاه مهرآباد در زمین‌های او احداث شد. در اواسط دهه بیست خورشیدی، زمین‌های او در نزدیکی میدان مجسمه تا متری بیست تومان و زمین‌های دورتر تا متری پنج ریال معامله می‌شد. وسعت اراضی او ۲۳ میلیون متر مربع و ارزش آن ۲۳۰ میلیون تومان برآورد می‌شد.

## کتاب آرزو
از عباس اسکندری کتابی به نام تاریخ مفصل مشروطیت ایران یا کتاب آرزو بر جای مانده که تاریخ مشروطیت ایران و حاوی نکاتی از وقایع قبل از شهریور ۱۳۲۰ است.